# 삼도동 (광주)
삼도동(三道洞)은 광주광역시 광산구의 행정동이다. 산하 법정동으로는 도덕동, 송산동, 지평동, 오운동, 삼거동, 양동, 내산동, 대산동, 송학동, 신동, 삼도동이 있고, 전라남도 함평군 나산면 및 월야면, 나주시 노안면과 만난다. 함평 버스 500번이 삼도동주민센터 일원을 지나는 가장 자주 다니는 버스이다. 마을공동체와 동사무소가 주관하는 삼도동 마을지도는 2018년 6월 27일 현재 제작되지 않았다.

## 연혁
- 백제시대 염해현(鹽海縣)
- 1914년 4월 1일 : 나주군 삼가면(三加面), 도림면(道林面)을 삼도면으로 합면

| 조선총독부령 제111호                                                                                  |               |
| 구 행정구역                                                                                           | 신 행정구역   |
| 삼가면 중흥리(中興里), 기룡리(起龍里), 덕곡리(德谷里), 양림리(陽林里), 야동라(池洞里), 도림리(道林里) | 삼도면 도덕리 |
| 삼가면 응유리(鷹遊里), 삼암리(三岩里), 치암리(雉岩里)                                                 | 삼도면 삼거리 |
| 도림면 칠성리(七星里)                                                                                 | 삼도면 삼거리 |
| 삼가면 죽산리(竹山里), 세동리(細洞里), 송동리(松洞里)                                                 | 삼도면 송산리 |
| 도림면 광산리(光山里)                                                                                 | 삼도면 송산리 |
| 삼가면 지산리(芝山里), 신정리(新丁里), 가삼리(加三里), 운평리(雲坪里)                                 | 삼도면 지평리 |
| 삼가면 운암리(雲岩里), 복림리(伏林里), 광암리(光岩里), 양촌리(楊村里)                                 | 삼도면 오운리 |
| 삼가면 내동리(內洞里), 쌍계리(雙溪里)                                                                 | 삼도면 내산리 |
| 도림면 용산리(龍山里), 망월리(望月里)                                                                 | 삼도면 내산리 |
| 도림면 가산리(佳山里), 대야리(大也里), 우치리(牛峙里)                                                 | 삼도면 대산리 |
| 도림면 회룡리(回龍里), 도야리(道也里), 동촌리(洞村里)                                                 | 삼도면 삼도리 |
| 도림면 마암리(馬岩里), 복만리(伏滿里), 월전리(月田里), 석암리(石岩里)                                 | 삼도면 양동리 |
| 도림면 복동리(卜洞里), 내사리(內巳里), 신촌리(申村里)                                                 | 삼도면 신동리 |
| 도림면 송계리(松溪里), 국룡리(國龍里), 봉학리(鳳鶴里)                                                 | 삼도면 송학리 |
- 1949년 8월 14일 : 광산군으로 편입
- 1988년 1월 1일 : 광주직할시 광산구로 편입
- 1995년 1월 1일 : 광주광역시 광산구
- 1998년 10월 15일 : 삼도동으로 승격[1]
- 2007년 9월 1일 : 명칭 개정(동사무소 → 동 주민센터)
- 2018년 7월 31일 : 명칭 개정(동 주민센터 → 동 행정복지센터)

## 마을 유래
- 도덕동
  - 1935년 대산동에 있던 면사무소가 도덕동으로 옮겨오면서 관공서와 상가들이 밀집, 삼도동 중심지 역할을 하고 있다. 조선시대 나주목 삼가면 지역으로 1914년 도림리, 신흥리, 기룡리, 덕곡리, 양림리, 지동을 합해 삼도면 도덕리라 하였다. ‘도림’마을은 나주 오씨 집성촌이다. 장탄파와 석문파 후손들이 산다. 과거 도림마을 뒷산이 서울로 가는 길목이었는데, 그 길을 ‘숲사이길’ 즉 도림이라 불렀다는 설, 도림 길가에 과거급제 깃발이 꽂힌 장대가 숲을 이루어 도림이라고 불렀다는 설, 학자와 선비들이 수풀처럼 배출된다고 하여 도림이라고 했다는 설 등이 있다. 일제강점기에도 헌병들이 마을을 침범하지 못할 정도로 나주 오씨의 위세가 대단했다고 한다.
  - ‘도덕’마을은 과거 매 1일과 6일 도덕장이 열렸으나 교통이 발달하며 쇠퇴하였다. 덕산, 덕곡, 여남촌, 도덕교 등 작은 마을이 합쳐진 마을로 당시 마을을 관통하던 오운천에 설치된 다리를 도덕교라 부르다 그 이름을 따서 마을이름을 지었다. ‘봉정’마을은 기록마다 지명유래가 다르다. 1950년대 자료에는 뒷산에 봉혈이 있어 봉덕이라 부르다 봉기, 봉정이라 개칭했다고 기록했다. 1980년대 군지는 마을주변에 화초가 많아 양봉의 적지여서 봉정(蜂亭)이라고 부르던 것이 봉정(鳳亭)으로 바뀌었으며 속칭 신흥(新興)이라고 했다고 적고 있다. 가장 최근 발간된 구사는 뒷산 모양이 새 모양이라 봉정(鳳亭)이라는 설, 벌이 날아가는 모양같이 생겼다고 하여 봉정(蜂亭)이라는 설을 적고 있다. ‘양림’은 겨울에도 북풍이 닿지 않는 따뜻한 마을이라 하여 양림(陽林)이라 하였으나 일제강점기 양림(良林)으로 바뀌었다. 100년 전 지동(池洞)으로 부르던 못골은 연동(淵洞)이라고도 불렀는데, 위에 있는 마을을 ‘상지’, 아래에 있는 마을을 ‘하지’라고 했다. 마을 앞에 못이 있어 붙은 이름으로 웃못골, 아랫못골이라고도 불렀다. 지동마을에는 군부대가 들어서며 경작지가 줄었다. 과거 왕골을 재배해 농가소득을 올렸다. 도림은 1통, 도덕은 2통, 봉정, 양림은 3통, 상지, 하지는 4통이다.
- 송산동
  - 송산유원지로 익숙한 송산동은 삼도동 내에서 면적이 가장 넓은 지역이다. 과거에도 삼도에서 가장 큰 마을로 송산동을 꼽았다. 세동과 내동을 포함하여 너부뫼, 광산(廣山)이라고 불렀다. 조선후기 나주목 삼가면 지역으로 죽산촌, 세동촌, 내동촌이 있었다고 기록되어 있다. 일제강점기 자료에는 세동, 광산리, 송동, 죽산리가 송산리에 있었다. 지금도 죽산, 내동, 송동, 세동마을이 있는데, 죽산마을만 떨어져 있고 나머지 세 개 마을은 한 마을처럼 모여 있다. 이 가운데 ‘죽산’은 들판 가운데 평지마을로 동산 뿐 아니라 집집마다 대나무가 많아 ‘대뫼’라고 부르다 죽산이 되었다는 설, 용진산에서부터 내려오는 죽장지대혈이 마을에 떨어졌다 하여 죽산의 이름을 얻었다는 설이 있다. 본래는 남쪽에 있는 ‘아랫터’에 죽산 박씨들이 먼저 마을을 형성하고 살았으나 더 높은 지대인 지금의 곳으로 나주 오씨, 나주 정씨, 나주 나씨, 양성 이씨도 옮겨오며 ‘오정나리’라고 부르기도 했다. 한말 의병장 오성술이 태어난 마을로 똥매산이라고 부르는 동산에 묘소가 있다. 1894년 동학농민혁명 당시 죽산 일대는 농민군의 집결장소였다.
  - ‘내동’은 속칭 너무매라고 하며 송산에서 가장 큰 마을이다. 오겸을 모시는 광산사가 있고 하마비와 입석을 사우 앞에 옮겨 세웠다. ‘송동’은 1600년대 말 장성에 살던 신평 송씨 송흠이 처음 정착해 살았다. 소나무가 많아 송동(松洞)이라고 부르다 나중에 송동(宋洞)으로 바뀌었다. 부처머리산은 부처모랭이라고도 부르는데 조선후기의 것으로 보이는 작은 미륵불이 있다.‘세동’은 마을이 닭장태 형국이라 하여 장태골로 불렀다는 설, 금계포란(金鷄抱卵)형이라 하여 시동(塒洞)이라 불렀다는 설이 있다. 세동과 송동 두 마을을 합쳐 암탉굴이라 했다는 기록, 세동이 암탉골로 알려졌지만 암탉골은 세동 마을과 22번 도로 사이를 의미한다는 구지의 기록이 있다. 세동과 내동을 합쳐 시내동이라고도 불렀다. 죽산은 5통, 내동, 송동은 6통, 세동은 7통이다.
- 오운동
  - ‘다섯 가지 오묘한 구름이 있다’고 하여 붙여진 이름이다. 조선후기 나주목 삼가면 지역으로 1914년 양촌, 운암리, 관암리, 복림리, 평림리를 합해 삼도면 오운리라 했다. 현재 양촌, 운암, 광암, 복림마을이 있는데 주변이 산으로 둘러싸여 있다. 영광, 나주, 장성으로 이어져 한말 의병들이 다니던 길목이었고 한국전쟁 당시에는 빨치산도 출현했다고 한다. 옛날 송학동, 신동, 삼도동 사람들은 희여재를 넘어 오운동을 지나 도덕동 소재지를 오갔고, 평동이나 대산리 대야, 우치 사람들은 정굴재를 넘어 삼도초등학교나 도덕동을 다녔다.‘양촌’은 나주 오씨 집성촌이었다. 원래 양촌(兩村)이라고 불렀는데, 양촌과 숯굴에 마을이 있어 마을이 두 개라는 의미로 붙여진 이름이다. 지금은 양촌만 남았으며 이름도 양촌(良村)으로 바뀌었다. 양존(良存), 양촌(楊村)이라고도 했다. ‘운암’은 바람부, 풍차(風次)라고 했다. 천마산 자락에 터를 잡은 유일한 마을이다. ‘광암’은 사랑산 중턱에 위치한 마을로 큰 바위가 있어 너른바우, 광암(廣岩)이라고 하다 이름이 바뀌었다. ‘복림’은 호랑이가 수풀 속에 엎드려 있는 형국이라 하여 복호(伏虎)라고 하다 일제강점기에 수풀 ‘림’으로 바꾸었다.
- 삼거동
  - 삼거동은 청동기시대 유물인 지석묘군이 많이 분포되어 있어 오래 전부터 사람들이 살았던 곳임을 증명하고 있다. 삼거동 고인돌군은 광주시 문화재자료로 지정되어 있다. 조선후기에는 나주목 삼가면 지역이었으며 1914년 삼가면 삼암, 응유, 치암리 일부와 도림면 칠성리를 합해 삼도면 삼거리라 하였다. 가암산과 사랑산 사이에 위치해 있는데 시립요양병원과 실버타운 등 시설이 들어서고 빛그린산업단지가 조성되었으며 노안삼도로가 좌우로, 22번 국도가 위아래를 나눴다.‘응유’마을은 빛그린산업단지에 수용되며 사라졌다. ‘삼암’마을은 속칭 돌모랭이라 하며 세 개의 바위가 있어 붙은 이름이다. 돌모랭이, 영화촌, 매봉태 세 마을로 구성되었다. ‘칠성’은 구 삼가면과 도림면의 맥골(麥洞), 가재동, 가재시암골, 건네똠, 원칠성, 네거리, 새터 등 7개의 작은 마을로 구성되어 있어 칠성이라고 불렀다. ‘송암’마을은 산기슭에 마을이 있는데, 송림이 무성해 마을의 영원한 번영과 바위처럼 굳게 존속하라는 의미로 송암으로 지었다는 설이 있다. 당적동, 당정골로 불렸다. 삼암은 13통, 칠성은 14통, 응유, 송암은 15통이다.
- 양동
  - 조선 후기 나주목 도림면 지역이었다. 1914년 도림면 복만리, 월전리, 석암리, 마암리가 있었다. 현재 복만, 월석, 마암 마을이 있다. ‘복만’마을은 곰실이라 했는데, 뒷산 형국이 곰과 같다 하여 붙은 이름이다. 창평현감을 지냈던 밀양박씨 박상경 아들 박윤수가 장성 황룡에서 임진왜란 때 피난 와 정착했다고 한다. ‘월석’은 달밭으로 불리던 월전(月田)과 배문이로 불리던 석암(石岩)이 합쳐지면서 월석으로 이름이 바뀌었다. 과거에 바닷물이 들어왔던 곳이라 하여 배문이라고 했다. 조선 고종 때 광산 정씨 정리필이 들어와 터를 잡은 뒤 창녕 성씨가 들어왔다. 왕골과 목화 재배를 한때 많이 했다.‘마암’은 모래가 많아 모래올, 사동(砂洞)이라 부르다 말모양의 바위가 있다 하여 말바우라 불렀다. 19세기 중엽 김해 김씨, 전주 이씨, 파평 윤씨, 기계 유씨 네 사람이 같은 시기에 들어와 터를 잡아 마을이 형성되었다. 마을 뒤 야산은 찰방이 말을 타고 다니던 곳이라 하여 찰방등이라 했다고 한다. 복만은 16통, 월석, 마암은 17통이다.
- 내산동
  - 내산동은 조선 후기 나주목 도림면 지역이었다. 1914년 삼가면 내동, 자계리와 도림면 용산, 망월리를 합해 삼도면 내산리라 했다. 산 골짜기에 길게 자리 잡은 내산동은 대봉, 망월, 쌍내, 용산, 양화마을이 있는데, 1980년대 구지에는 양화, 용산, 대봉마을을 합쳐 대봉마을이라 한다고 기록된 반면, 최근의 구사는 망월, 양화, 용산을 합쳐 망월이라 부른다고 기록하고 있다. ‘대봉’은 대봉산 자락에 있는 마을로 산 이름을 딴 지명이다. ‘망월’은 한국전쟁 때 국군과 인민군의 접전지로 마을이 많은 피해를 입었다.‘양화’마을은 말년에 국창 김창환이 머물렀던 곳으로 알려졌다. 용산마을을 거쳐 쌍내마을 뒤 산학동에 움막을 치고 살다 양화 김용주 집터에 사당을 짓고 제자를 받아 소리를 가르쳤다. ‘쌍내’는 쌍계(雙溪)와 내동(內洞) 두 마을을 합쳐 부르는 이름이다. 두 골짜기의 물이 합수하여 마을 앞을 흐르므로 쌍계라 했고, 망월마을 안쪽에 있다 하여 내동이라 했다. 조선 시대 남쪽지방 원님들이 한양을 오갈 때 휴식처가 되었다 하여 일명 원골이라고 불렀다. 돌담길과 마을샘이 유명하다. 대봉, 망월은 18통, 쌍내는 19통이다.
- 지평동
  - 조선후기 나주목 삼가면 지역이었던 지평동에는 운평, 가삼, 지정마을이 있다. 1914년 삼가면 신정, 운평, 가삼, 지산을 합해 삼도면 지평리라 했다. 복룡산 자락에 있는 ‘운평’마을은 새터(새태), 줌방이(준뱅이), 까치내(깐치내)라고 부르던 작은 마을을 합쳐 운평이라 했다. 마을 앞으로 용진산과 황룡강, 마을 뒤에 자리한 복룡산에 있는 용이 구름을 타고 큰 들판을 오가는 형국이라 하여 붙은 이름이라고 한다. 오자치 장군이 이곳에 살았다고 하며 장군과 애마의 전설이 담긴 용마바위가 용강골에 있다. 매봉산 자락에 자리 잡은 가삼, 지정마을 중 가삼마을은 나주 오씨 집성촌으로 원래는 가삼(佳三)이었는데, 원동네, 박절매, 삼각굴 마을이 합해졌다는 의미로 더할 가를 쓰는 가삼(加三)으로 바뀌었다. 지정마을은 동쪽의 신정(新亭)마을과, 서쪽의 지산(芝山) 마을이 합쳐지면서 한 자씩 딴 이름이다. 1970년대 왕골로 소득을 올렸고 양잠도 했다. 운평은 8통, 가삼은 9통, 지정은 10통이다.
- 대산동
  - 조선시대 후기 나주군 도림면이었다. 1914년 도림면 대야리, 우치리, 가산리를 합해 삼도면 대산리가 되었다. ‘대산’이라는 지명은 대야리와 가산리에서 한 자씩 취한 것이다. ‘대야’는 마을 뒷산 모양이 어조사 ‘야(也)’형이라 대야로 지었다는 설, 마을이 큰 대(大)자 모양이어서 대야라는 설이 있다. 댓말, 대몰이라고도 불렀으며, 옛날 도림면 소재지였다. 면암 최익현과 수당 류인석을 배향한 ‘대산사’가 마을 뒤 산자락에 있다.‘우치’는 소가 누운 형국이라 하여 소재, 우치라 했다. ‘가산’은 속칭 멍소울이라 하며 가산(駕山)이라고 했으나 일제강점기 가산(佳山)으로 바꾸었다. 과거 배가 용진산으로 넘어다닐 때 주변이 바다였다고 해서 바다등, 해등으로 불렸다. 포은 정몽주, 양산 김우생 등을 모신 화암사가 마을 뒤편에 있다. 본래 화암서원으로 삼도동 동촌마을 뒷산에 있었으나 서원철폐령으로 훼철된 뒤 이곳으로 옮겨 복설했다. 대야, 우치는 20통, 가산은 21통이다.
- 송학동
  - 조선시대 나주목 도림면 지역으로 1914년 송계, 국룡, 봉학 합해 삼도면 송학리라 했다. 병풍처럼 늘어선 망산 아래 넓은 들판을 마주하는 자리에 위치한 송학동은 지금도 송계, 국룡, 봉학마을이 있다. ‘송계’마을은 마을에 소나무가 많아 솔 안에 마을이 있다는 의미라는 설, 하동으로 부르다 솔한으로 개칭했고 다시 송계로 이름을 바꾸었다는 설이 있다. 새터라고도 부르는데 처음에는 밀양 박씨 박수림이 정착했지만, 사돈인 함평 이씨가 입향, 정착하며 함평 이씨 집성촌이 되었다.
  - ‘국룡’은 봉학과 한 마을이었는데, 마을이 커지며 둘로 나뉘었다. 1980년대 구지는 월팽, 남사이, 웃장월, 아랫장월을 합쳐 국룡이라고 한다고 적고 있다. 마을 모양이 활과 같아 또는 용이 꿈틀거린다 하여 궁룡(弓龍)이라 불렀다 일제강점기 국룡이 되었다. ‘봉학’은 마을 뒷산 형세가 봉황의 볏과 같다 하여 봉학(鳳鶴)이라 하다 행정구역을 개편할 때 봉학(奉鶴)으로 한자를 바꿨다. 한고살, 신텃굴, 준뱅이 마을을 합쳐 봉학이라 했다. 송계는 22통, 국룡은 23통, 봉학은 24통이다.
- 신동
  - 조선후기 나주군 도림면에 속했으며 1914년 내기, 복동, 신촌 일부를 합해 삼도면 신동리라 했다. 동 이름은 신촌의 신, 복동의 동자를 따서 지은 이름이다. 동복, 서복, 화산, 신촌, 용강골, 도림을 합쳐 크게 ‘복골’이라 했고, 그 건너편에 내기마을이 있다. 복골은 나주군에 속할 당시 4대 명촌 중 하나였다고 한다. ‘내기’마을은 송동(松洞)마을과 합쳐진 마을로 마을 뒤에 와우혈이 있어 ‘혈 안에 있는 마을’이라는 의미에서 내기라고 칭한다는 기록이 있다.‘복동(卜洞)’마을은 동복과 서복으로 나뉘어졌는데 속칭 동북굴, 서북굴이라 했다. 조선시대 벼슬하는 사람들이 많아 나와 복 많은 고을이라는 의미로 복동이라 호칭했다는 설, 호랑이가 누워있는 형국이라 복굴(伏窟)이라 했다 나중에 복굴(福窟)이라 했다는 설이 있다. 경로당을 기준으로 동서로 나누어 동복, 서복이라 하며, 동복은 평택 임씨, 서복은 의령 남씨 집성촌이다. ‘화산’은 요동(요강뜸)과 진등(진등뜸)이 합쳐진 마을로 좌우로 산이 둘러싸고 있어 꽃 가운데 있는 형국이라 하여 화산이라 했는데, 연꽃이 잘 자라 연화라고도 불렀다. 신촌은 배씨가 집단거주하다 전염병이 발생해 폐허가 된 채 수백 년 내려오다 인근에 그 일부가 정착하며 마을이 생겼다. 신촌마을 옆에는 ‘도림’마을이 있었으나 지금은 논밭이 되었다. 내기와 서복은 25통, 동복, 화산, 신촌은 26통이다.
- 삼도동
  - 조선후기 나주목 도림면 지역으로 1914년 회룡리, 도야리, 동촌리를 합쳐 삼도면 삼도리라 했다. 현재 회룡, 도야, 동촌, 신광마을이 있는데, ‘회룡’마을은 마을 뒷산이 구불거리는 용 모양으로 뒤를 돌아보는 형국이라는 설, 마을 뒷산이 낮은 등선으로 이어져 용이 물을 먹으러 내려가는 모습과 같다 하여 지은 이름이라는 설이 있다. 용머리쪽을 회촌(回村), 용꼬리쪽을 월산(月山)이라 부르다 합쳐 회룡이라 했다. 흥성 장씨 집송촌으로 마을이 옆으로 길게 늘어서 있기 때문인지 장촌(張村)이라고도 불렀으며, 나주에서 옮겨온 송음정(松陰亭)이 있다.‘도야’는 마을 뒷산이 어조사 야(也)자 형이고 도로가 마을 앞을 횡단하여 길 안의 마을이라는 의미로 부른 이름이라고 한다. 도야 옆 마을 ‘동촌’은 상산 김씨 집성촌이다. 양산 김우생이 화를 피해 들어왔는데 사돈 진주 정씨가 들어온 뒤 진주 정씨 집성촌이 되었다. 과거 왕골 재배로 유명했다. 동촌은 윗마을 동촌, 아랫마을 골몰 두 개의 마을이 있었는데 일제강점기에 이를 합쳐 동촌이라 했다. ‘신광’은 흥성 장씨가 처음 들어온 뒤 점차 확장되자 마을이름을 짓기로 했는데, 자손 대대로 빛이 나기를 바라는 마음으로 새터, 신촌의 의미를 담아 신광이라 지었다. 삼도교회가 있는 마을이다. 회룡은 27통, 도야는 28통, 동촌과 신광은 29통이다.

## 주요 시설
- 삼도동 행정복지센터
- 삼도파출소
- 삼도농협
- 삼도동우체국
- 광주시립 제1요양병원
- 광주 삼거동 고인돌군

## 교육
- 삼도초등학교 (도덕동)
- 삼도남초등학교 (폐교) - 광산구 평동로 29 (삼도동 /現 새날학교)
- 금북중학교 (폐교) - 광산구 삼도로 162-26 (오운동 / 現 성산드론교육원)
- 전남대학교 산학융합캠퍼스 (삼거동)